# 59
El año 59 (LIX) fue un año común comenzado en lunes del calendario juliano, en vigor en aquella fecha.
En el Imperio romano, era conocido como el Año del consulado de Aproniano y Capitón (o menos frecuentemente, año 812 Ab urbe condita). La denominación 59 para este año ha sido usado desde principios del período medieval, cuando el Anno Domini se convirtió en el método prevalente en Europa para nombrar a los años.

## Acontecimientos
- El emperador romano Nerón hace asesinar a su madre Agripina la Menor.
- Nerón hace asesinar a su pleno del poder.[1]

## Fallecimientos
- Agripina la Menor, madre de Nerón.